# Нехейлем (река)
Нехейлем (англ. Nehalem River) — река на северо-западе штата Орегон, США. Длина составляет 190,7 км; площадь бассейна — 2214 км². Средний расход воды в районе города Фосс, в 22 км от устья, составляет около 75 м³/с.
Берёт начало на северо-востоке округа Тилламук, на территории леса штата Тилламук. В верхнем течении течёт на северо-восток, через северо-западный угол округа Вашингтон и запад округа Колумбия, протекая через города Вернония и Питтсберг. В районе Питтсберга река поворачивает сначала на северо-запад, а затем на запад, пересекает границу с округом Клатсоп и поворачивает на юго-запад, вновь возвращаясь в пределы округа Тилламук. Впадает в залив Нехейлем Тихого океана в районе города Нехейлем примерно в 110 км к северо-западу от Портленда.
На севере округа Тилламук принимает крупный приток Салмонберри, длина которого составляет около 32 км.